# Дабарска пећина
Дабарска пећина се налази у Босни и Херцеговини, 8 км североисточно од Санског Моста. Отвор пећине је величине (20 × 20 метара) и оријентисан је према истоку.
Недалеко од пећине је извор реке Дабар, леве притоке Саве. Дабарска пећина је заштићена као природнно добро, али није довољно истражена. Позната је по налазишту вучедолске културе.